# Gaspard de Tende
Œuvres principales
- Règles de la traduction
- Relation historique de la Pologne

Gaspard de Tende (1618-1697) est un petit gentilhomme français qui a fréquenté les salons littéraires parisiens et a participé à la guerre de Trente Ans avant de vivre une importante partie de sa vie en Pologne.
On garde son souvenir grâce à quelques-uns de ses livres : il a publié des Règles de la traduction (1660) qui est considéré comme un livre novateur en linguistique, le premier ouvrage du genre en langue française ; il a aussi publié un ouvrage qui fut traduit et publié dans plusieurs langues étrangères dans les années qui suivirent, Relation historique de la Pologne (1686).

## Biographie

### Origines familiales
Gaspard de Tende est le fils aîné d'une branche de la maison Lascaris de Tende. Son père, Henri de Tende est un capitaine d'infanterie et se marie avec Honorade Besson puis s'installe au village de Mane, en 1611, où il est connu sous le nom de Sieur de Pignans. Les hommes de la famille de Tende ne peuvent prétendre au titre de comte de Tende car ils sont d'une branche illégitime, apparentés à la maison de Savoie par leur aïeul Hélion Lascaris de Tende, prévôt de la collégiale de Pignans.

### Première partie de sa vie
Gaspard de Tende a été lieutenant de cavalerie au régiment d’Aumont et a participé au siège de Landau en 1644. Il a tenté de percer dans la belle société parisienne, sous la protection de la marquise de Sablé.

## Œuvre
- Règles de la traduction ou moyens pour apprendre à traduire de latin en français, tirés de quelques-unes des meilleures traductions du temps (1660) sous le nom de Sieur de L'Estang
- Sermons de saint Augustin sur les sept Psaumes de la pénitence (1661) sous le nom de D. T. Sieur de Lestang
- Relation historique de la Pologne contenant le pouvoir de ses rois, leur élection, & leur couronnement, les privilèges de la noblesse, la religion, la justice, les mœurs & les inclinations des polonais; avec plusieurs actions remarquables (1686) sous le nom de Sieur de Hauteville